# بک‌تمور (گوینوجک)
بک‌تمور (به ترکی استانبولی: Bektemür) یک منطقهٔ مسکونی در ترکیه است که در گوینوجک واقع شده‌است.